# 都热淖尔
都热淖尔(又称鲤鱼泡子或多伦诺尔)是位于中国内蒙古自治区锡林郭勒盟锡林浩特市巴彦呼热牧场东南的一个湖泊。其位置约为东经116°25′,北纬43°15′。湖面海拔1280米，面积约2平方公里，是咸水湖。都热淖尔来自蒙古语，是镫子湖的意思。